# ویجاپور
ویجاپور (به انگلیسی: Vijapur) یک منطقهٔ مسکونی در هند است که در Vijapur Taluka واقع شده‌است. ویجاپور ۲۵٬۵۵۸ نفر جمعیت دارد و ۱۱۶ متر بالاتر از سطح دریا واقع شده‌است.